# Trichobolbus palmae
Trichobolbus palmae är en svampart som beskrevs av Bat. & Cavalc. 1964. Trichobolbus palmae ingår i släktet Trichobolbus, divisionen sporsäcksvampar och riket svampar.   Inga underarter finns listade i Catalogue of Life.